# Acajutla

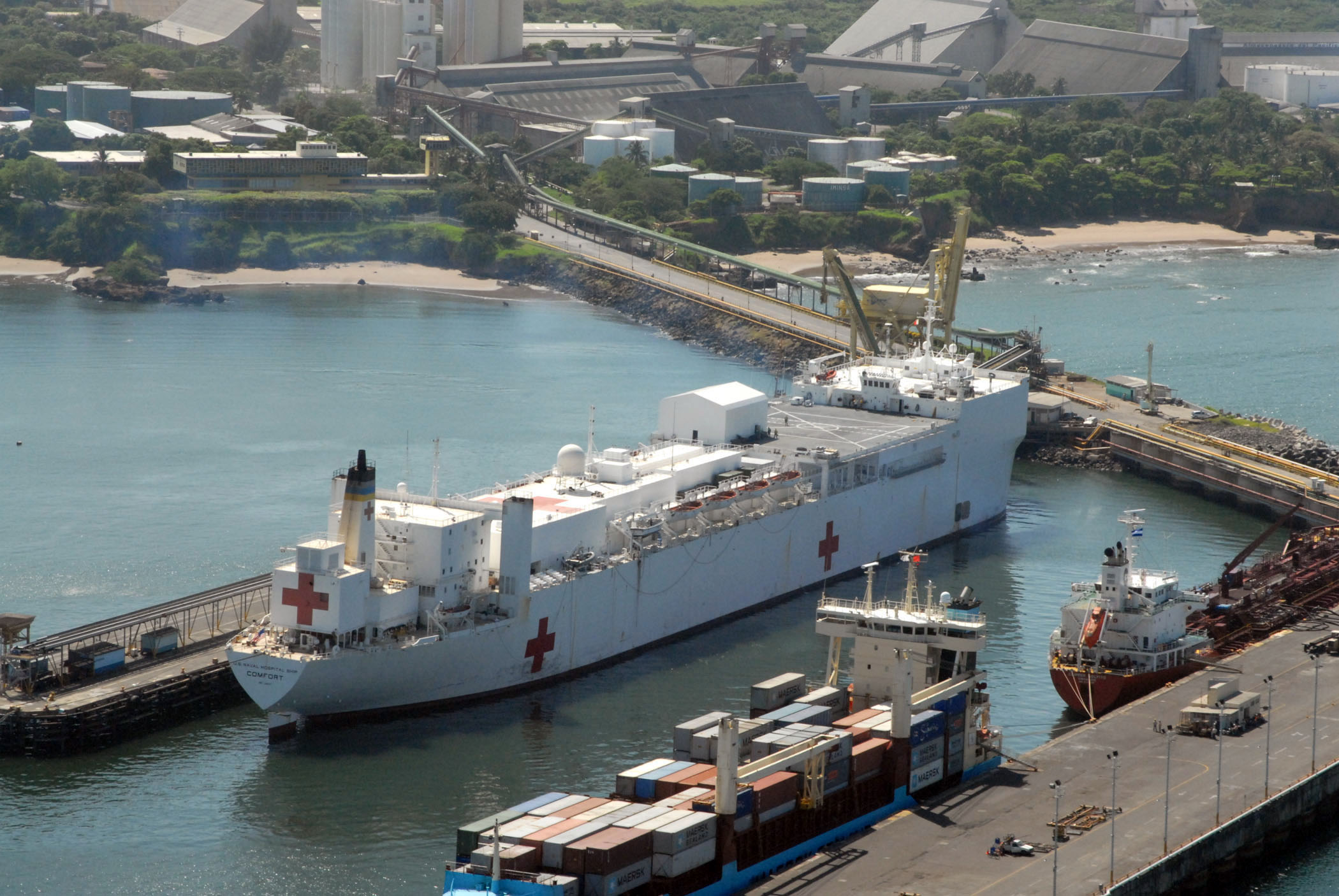
Fartyg i stadens hamn.

Acajutla är en stad i El Salvador, belägen 50 kilometer väster om San Salvador vid Stilla havet. År 2007 hade Acajutla 25 237 invånare.
Acajutla är landets viktigaste import- och exporthamn där det bland annat utskeppas 40 % av landets kaffe. I staden finns det även oljeraffinaderier och petrokemisk industri. Staden är också en bad- och semesterort.